# A Knight Rider (1982) epizódjainak listája
A Knight Rider című amerikai sorozat eredetileg 1982 és 1986 között futott. Négy évadja jelent meg, összesen 90 epizóddal.

## Évados áttekintés
| Évad | Évad | Epizódok | Eredeti sugárzás     | Eredeti sugárzás | Eredeti adó | Magyar sugárzás   | Magyar sugárzás   | Magyar adó |
| Évad | Évad | Epizódok | Évadpremier          | Évadfinálé       | Eredeti adó | Évadpremier       | Évadfinálé        | Magyar adó |
| ---- | ---- | -------- | -------------------- | ---------------- | ----------- | ----------------- | ----------------- | ---------- |
|      | 1    | 22       | 1982. szeptember 26. | 1983. május 6.   | NBC         | 1992. február 26. | 1992. július 22.  | M2         |
|      | 2    | 24       | 1983. október 2.     | 1984. május 27.  | NBC         | 1992. július 29.  | 1993. január 6.   | M2         |
|      | 3    | 22       | 1984. szeptember 30. | 1985. május 5.   | NBC         | 1993. január 13.  | 1993. június 9.   | M2         |
|      | 4    | 22       | 1985. szeptember 20. | 1986. április 4. | NBC         | 1993. június 18.  | 1993. november 5. | M2         |

|  | Alább a cselekmény részletei következnek! |

## 1. évad (1982-1983)
| Sor. | Év. | Cím                                                                          | Rendező              | Író | Premier                                |
| --- | --- | ---------------------------------------------------------------------------- | -------------------- | --- | -------------------------------------- |
| 1. | 1.  | Nehéz örökség 1. rész (Knight of the Phoenix Part 1)                         | Daniel Haller        | Glen A. Larson | 1982. szeptember 26. 1992. február 26. |
| Michael Long nyomozót szolgálatteljesítés során halálosan megsebesítik és sorsára hagyják. Wilton Knight, a gazdag emberbarát új arcot és életet ad neki, valamint társául adja a Knight Kétezrest, a mesterséges intelligenciával felszerelt, szinte elpusztíthatatlan autót. Michael immáron Michael Knightként leszámol azokkal, akik kis híján megölték, majd csatlakozik a Jogért és Igazságért Alapítványhoz. |     |                                                                              |                      | |                                        |
| 2. | 2.  | Nehéz örökség 2. rész (Knight of the Phoenix Part 2)                         | Daniel Haller        | Glen A. Larson | 1982. szeptember 26. 1992. március 4.  |
| Michael Long nyomozót szolgálatteljesítés során halálosan megsebesítik és sorsára hagyják. Wilton Knight, a gazdag emberbarát új arcot és életet ad neki, valamint társául adja a Knight Kétezrest, a mesterséges intelligenciával felszerelt, szinte elpusztíthatatlan autót. Michael immáron Michael Knightként leszámol azokkal, akik kis híján megölték, majd csatlakozik a Jogért és Igazságért Alapítványhoz. |     |                                                                              |                      | |                                        |
| 3. | 3.  | Halálos manőverek (Deadly Maneuvers)                                         | Paul Stanley         | William Schmidt & Bob Shayne | 1982. október 1. 1992. március 11.     |
| Michael véletlenül belekeveredik a hadsereg korrupt vezetésének fegyvercsempészeti ügyeibe. Kittel hamarosan éles lövészeten találják magukat, mint mozgó célpontok. |     |                                                                              |                      | |                                        |
| 4. | 4.  | Kisváros nagy bajban (Good Day at White Rock)                                | Daniel Haller        | Deborah Davis | 1982. október 8. 1992. március 18.     |
| Michael kénytelen félbeszakítani vakációját a csendes White Rock városkáját elözönlő motorosbanda miatt. |     |                                                                              |                      | |                                        |
| 5. | 5.  | Szédült Sammy autógyilkos parádéja (Slammin' Sammy's Stunt Show Spectacular) | Bruce Bilson         | E. Paul Edwards & John Alan Schwartz | 1982. október 22. 1992. március 25.    |
| Michael és Kitt kaszkadőrnek állnak, hogy megmentsék a műsort a korrupt hivatalnokok általi bezáratástól. |     |                                                                              |                      | |                                        |
| 6. | 6.  | Törvényt minden áron (Just My Bill)                                          | Sidney Hayers        | Történet: Catherine Bacos Tévéjáték: Deborah Davis & David Braff                                                                                            | 1982. október 29. 1992. április 1.     |
| Michael testőr lesz egy, az ország politikai szennyesét kiteregető, szenátornő oldalán. |     |                                                                              |                      | |                                        |
| 7. | 7.  | Egy csepp vizet se (Not a Drop to Drink)                                     | Virgil W. Vogel      | Hannah L. Shearer | 1982. november 5. 1992. április 8.     |
| Michael és Kitt egy farmra utaznak, hogy elsimítsák a lassan vérfürdőbe torkolló vitát az ivóvízforrások felett. |     |                                                                              |                      | |                                        |
| 8. | 8.  | Nem nagy ügy (No Big Thing)                                                  | Bernard L. Kowalski  | Judy Burns | 1982. november 12. 1992. április 15.   |
| Devon vidékre utazik, hogy felvegye a kapcsolatot egy újságíróval, aki az Alapítvány segítségét kéri. A helyi rendőrök elfogják és bebörtönzik. Mikor Devon megtudja, hogy a rendőrök megölték az újságírót, menekülnie kell, akár az állami börtönből is. |     |                                                                              |                      | |                                        |
| 9. | 9.  | A száguldó robot (Trust Doesn't Rust)                                        | Paul Stanley         | Steven E. De Souza | 1982. november 19. 1992. április 22.   |
| Két hajléktalan betör a Knight Technikatörténeti Múzeumba és véletlenül reaktiválják a Knight Automata Robogó Robotot, vagyis KARR-t, Kitt félresikerült prototípusát. Az autó életveszélyes az emberekre nézve, ezért Michaelnak és Kittnek minden ügyességükre szükség van, hogy megállítsák. |     |                                                                              |                      | |                                        |
| 10. | 10. | Melléfogás (Inside Out)                                                      | Peter Crane          | Steven E. De Souza | 1982. november 26. 1992. április 29.   |
| Michael beférkőzik egy illegális félkatonai szervezet sorai közé, akik – a terv szerint – jó pénzért rabokat szabadítanának ki a börtönből. Michael bedől az álcának és csak későn jön rá, hogy a bűnözők célja valójában az állami aranykészlet megszerzése. |     |                                                                              |                      | |                                        |
| 11. | 11. | Egyetlen tanú (The Final Verdict)                                            | Bernard Kowalski     | Történet: Tom Greene & John Alan Schwartz & E. Paul Edwards Tévéjáték: John Alan Schwartz & E. Paul Edwards                                                 | 1982. december 3. 1992. május 6.       |
| Michael egy kedves barátnőjét gyilkossággal vádolják és csak egyetlen ember tudná bizonyítani ártatlanságát. A baj az, hogy a tanú, Marty, nyakig úszik a könyvelési csalásban. Nem csak a rendőrség, de a főnöke is vadászik rá. |     |                                                                              |                      | |                                        |
| 12. | 12. | Sétagalopp (A Plush Ride)                                                    | Sidney Hayers        | Gregory S. Dinallo | 1982. december 10. 1992. május 13.     |
| Michael egy testőriskola diákja lesz, mivel Devon feltételezései szerint egy hallgatótársa merényletre készül az Amerikába látogató diplomaták ellen. Mikor elfogja a feltételezett tettest, megérzései nem hagyják nyugodni. Visszatér az iskolába, ahol mindenki ellene fordul. |     |                                                                              |                      | |                                        |
| 13. | 13. | Merénylet (Forget Me Not)                                                    | Gil Bettman          | Történet: Chris Lucky & Richard Christian Matheson & Thomas Szollosi Tévéjáték: Richard Christian Matheson & Thomas Szollosi & Karen Harris & Deborah Davis | 1982. december 17. 1992. május 20.     |
| Michael egyetlen módon tudja csak megakadályozni a merényletet: segítenie kell egy amnéziás nőnek, aki tudott a tervről emlékezetének elvesztése előtt. |     |                                                                              |                      | |                                        |
| 14. | 14. | A Kőszívűek (Hearts of Stone)                                                | Jeffrey Hayden       | Robert Foster | 1983. január 14. 1992. május 27.       |
| Michael délre utazik, hogy gátat vessen a nemzetközi fegyvercsempészetnek. |     |                                                                              |                      | |                                        |
| 15. | 15. | Túlbuzgó újságíró (Give Me Liberty… or Give Me Death)                        | Bernard L. Kowalski  | David Braff | 1983. január 21. 1992. június 3.       |
| Michael és Kitt benevez egy alternatív-üzemanyag autóversenyre, hogy leleplezze a versenyzőket veszélyeztető szabotőrt. |     |                                                                              |                      | |                                        |
| 16. | 16. | A Topáz kód (The Topaz Connection)                                           | Alan Myerson         | Stephen Katz | 1983. január 28. 1992. június 10.      |
| Amikor egy magazin kiadója nagy leleplező cikk megjelentetésére készül és ezért megölik, Michael az eset felderítésénél akadályba ütközik. Hogy megoldhassa az ügyet, rá kell jönnie, mit takar a Topáz kód. |     |                                                                              |                      | |                                        |
| 17. | 17. | Egy szép, nyugodt kisváros (A Nice, Indecent Little Town)                    | Gil Betteman         | Frank Telford | 1983. február 18. 1992. június 17.     |
| Michael egy pénzhamisítót üldöz, miközben a CIA őt üldözi. A szálak Amerika leginkább bűnözésmentes kisvárosába vezetnek. |     |                                                                              |                      | |                                        |
| 18. | 18. | Az arany bűvöletében (Chariot of Gold)                                       | Bernard L. Kowalski  | William Schmidt | 1983. február 25. 1992. június 24.     |
| Michael beférkőzik a zseniknek fenntartott Helios klubba, hogy kinyomozza az egyik tag halálának körülményeit. Bonnie-t – aki szintén a klub tagja – agymosással ráveszik, hogy programozza át Kittet és fordítsa Michael ellen. |     |                                                                              |                      | |                                        |
| 19. | 19. | Fehér madár (White Bird)                                                     | Winrich Kolbe        | Virginia Aldridge | 1983. március 4. 1992. július 1.       |
| Michael komoly dilemmába kerül: maradjon az Alapítványnál, vagy segítsen ártatlanul elítélt egykori menyasszonyán, Stevie-n, aki őt halottnak hiszi. |     |                                                                              |                      | |                                        |
| 20. | 20. | Kamionos kaland (Knight Moves)                                               | Christian I. Nyby II | William Schmidt | 1983. március 11. 1992. július 8.      |
| Michael segít egy független kamionos szervezetnek, melynek tagjait banditák fenyegetik. |     |                                                                              |                      | |                                        |
| 21. | 21. | A tolvaj (Nobody Does it Better)                                             | Harvey Laidman       | David Braff | 1983. április 29. 1992. július 15.     |
| Michael és egy magánnyomozónő közös célpontja egy férfi, akit az előbbi ipari kémkedéssel, az utóbbi házasságtöréssel vádol, és mindkét esetben ártatlannak bizonyul. |     |                                                                              |                      | |                                        |
| 22. | 22. | Rövid határidő (Short Notice)                                                | Robert Foster        | Robert Foster | 1983. május 6. 1992. július 22.        |
| Michaelt gyilkossággal gyanúsítják, egyetlen reménye a szabadulásra egy nő, akit a közös kislányukat is elrabló férje üldöz. |     |                                                                              |                      | |                                        |

## 2. évad (1983-1984)
| Sor. | Év. | Cím                                                         | Rendező             | Író                                                                   | Premier                                 |
| --- | --- | ----------------------------------------------------------- | ------------------- | --------------------------------------------------------------------- | --------------------------------------- |
| 23. | 1.  | Góliát 1. rész (Goliath Part 1)                             | Winrich Kolbe       | Robert Foster & Robert W. Gilmer                                      | 1983. október 2. 1992. július 29.       |
| Michael megtudja, hogy a rá csak külsőre hasonlító Garthe Knight újra szabadlábon van és társával ördögi tettre készül. Wilton Knight özvegyének segítségével megszerzik az alapítványtól K.I.T.T. különleges molekuláris páncélvédelmének összetevőjét, és megépítik Góliátot... |     |                                                             |                     |                                                                       |                                         |
| 24. | 2.  | Góliát 2. rész (Goliath Part 2)                             | Winrich Kolbe       | Robert Foster & Robert W. Gilmer                                      | 1983. október 2. 1992. augusztus 5.     |
| Megépül K.I.T.T. gonosz mása. Garth Knight, Wilton kitagadott fia, akinek arcáról Michael új arcát mintázták visszatér, így Michael és K.I.T.T. most saját ördögi másuk ellen veszik fel a harcot. A visszavágóban csupán egy félig működőképes lézer áll Kitt és Góliát között. |     |                                                             |                     |                                                                       |                                         |
| 25. | 3.  | A szerelemnek ára van (Brother's Keeper)                    | Sidney Hayers       | E.F. Wallengren                                                       | 1983. október 9. 1992. augusztus 12.    |
| Michaelnek segítenie kell egy férfin, akinek haldokló testvére végső bosszúként egy egész háztömböt akar felrobbantani egy pokolgéppel. |     |                                                             |                     |                                                                       |                                         |
| 26. | 4.  | Végzetes felfedezés (Merchants of Death)                    | Alan Myerson        | William Schmidt                                                       | 1983. október 16. 1992. augusztus 19.   |
| Devon egykori kedvesét megölik, miután fényt derít egy szupertitkos katonai helikopter feketepiaci eladására. A nő lánya, az anyjára a megszólalásig hasonlító Camela segít Michaelnek és Kittnek az ügy megoldásában. |     |                                                             |                     |                                                                       |                                         |
| 27. | 5.  | A vak szemtanú (Blind Spot)                                 | Bernard L. Kowalski | Jackson Gillis                                                        | 1983. október 23. 1992. augusztus 26.   |
| Egyetlen ember tudja rábizonyítani a milliomos üzletemberre az illegális bevándorlók kizsákmányolását: egy vak nő. |     |                                                             |                     |                                                                       |                                         |
| 28. | 6.  | Visszatérés Cadizba (Return to Cadiz)                       | Alan Myerson        | Történet: Larry Forrester Tévéjáték: Sonny Mathias                    | 1983. október 30. 1992. szeptember 2.   |
| Egy elsüllyedt spanyol gálya kincseiért folyó hajszában halálosan megsebesítenek egy fiatal búvárt. Kittnek légpárnás siklóvá kell alakulnia, hogy elfogják a tetteseket. |     |                                                             |                     |                                                                       |                                         |
| 29. | 7.  | A Macska (K.I.T.T. the Cat)                                 | Jeffrey Hayden      | Janis Hendler                                                         | 1983. november 6. 1992. szeptember 9.   |
| Michaelnak egy megszállott rendőr előtt kell megállítania egy mesterbetörőt. |     |                                                             |                     |                                                                       |                                         |
| 30. | 8.  | Autótolvajok (Custom K.I.T.T.)                              | Georg Fenady        | Történet: William Schmidt & Robert Specht Tévéjáték: William Schmidt  | 1983. november 13. 1992. szeptember 16. |
| Kittet tuningautóvá alakítják, hogy leleplezzék az efféle autókra szakosodott tolvajbandát. |     |                                                             |                     |                                                                       |                                         |
| 31. | 9.  | Egy túlélő lélek (Soul Survivor)                            | Harvey Laidman      | Robert Foster & Robert W. Gilmer                                      | 1983. november 27. 1992. szeptember 23. |
| Adrianne Margeaux elcsavarja Randy, az ifjú számítógépes tehetség fejét, hogy ellopják Kittet. Az autót eltulajdonítják, számítógépét kiszerelik, így Kitt egy televíziókészülék-szerű ideiglenes testben segít Michaelnek autójuk visszaszerzésében. |     |                                                             |                     |                                                                       |                                         |
| 32. | 10. | Tűzgyűrű (Ring of Fire)                                     | Winrich Kolbe       | Janis Hendler                                                         | 1983. december 4. 1992. szeptember 30.  |
| Michael és Kitt egy mocsárban reked, ahol egy lánynak kell segíteniük, akit bosszúszomjas férje üldöz. Kitt műszereit súlyosan károsítja a mocsár nedves környezete, így a küldetés életveszélyessé válik Michael számára. |     |                                                             |                     |                                                                       |                                         |
| 33. | 11. | Rémálom (Knightmares)                                       | Sidney Hayers       | Tom Greene & Janis Hendler                                            | 1983. december 11. 1992. október 7.     |
| Michael megsérül és megüti a fejét. Michael Knightként szerzett emlékei elvesznek és ismét Michael Longnak hiszi magát. Nem képes felfogni a megváltozott világot és Kitt segít neki új életének visszanyerésében. |     |                                                             |                     |                                                                       |                                         |
| 34. | 12. | Csendes éj (Silent Knight)                                  | Bruce Kessler       | Történet: Stephen B. Katz Tévéjáték: Robert W. Gilmer & Janis Hendler | 1983. december 18. 1992. október 14.    |
| Michaelnek egy cigány fiún kell segítenie, aki, miután ellopta egy bankrabló szintén lopott óráját, tanúként a bűnözők első számú célpontjává válik. |     |                                                             |                     |                                                                       |                                         |
| 35. | 13. | Léteznek még lovagok (A Knight in Shining Armor)            | Bernard McEveety    | Janis Hendler & Tom Greene                                            | 1984. január 8. 1992. október 21.       |
| Michael gyerekkori hősének lányán segít, akinek örökségét kapzsi gyámja akarja megkaparintani. |     |                                                             |                     |                                                                       |                                         |
| 36. | 14. | A gyémánt bajjal jár (Diamonds Aren't a Girl's Best Friend) | Jeffrey Hayden      | Robert Foster & Robert W. Gilmer                                      | 1984. január 15. 1992. október 28.      |
| Michael és Kitt Mexikóba utazik, ahonnan gyémántokat akarnak bizsunak álcázva az Egyesült Államokba csempészni. |     |                                                             |                     |                                                                       |                                         |
| 37. | 15. | Aszfaltlovagok (White-Line Warriors)                        | Bob Bralver         | Richard Okie                                                          | 1984. január 29. 1992. november 4.      |
| Michael egy ártatlanul megvádolt utcai autóversenyzőn akar segíteni, miközben érdekes felfedezést tesz: a városban elkövetett betörések egy időben történnek egy, a rádióban lejátszott zeneszám lejátszásával. |     |                                                             |                     |                                                                       |                                         |
| 38. | 16. | Élet-halál harc (Race for Life)                             | Georg Fenady        | Bruce Belland & Roy M. Rogosin                                        | 1984. február 5. 1992. november 11.     |
| Michael April unokahúgának keres csontvelődonort. Az egyetlen elérhető donor, Julio, azonban egy bandaháborúba keveredik és az ő élete is veszélyben forog. |     |                                                             |                     |                                                                       |                                         |
| 39. | 17. | A sebesség ördögei (Speed Demons)                           | Bruce Seth Green    | Tom Greene & Janis Hendler                                            | 1984. február 12. 1992. november 18.    |
| Az Alapítvány levelet kap, mely szerint szabotálni fogják az általuk rendezett motorkerékpár-versenyt. Kitt csak egy különleges teleszkóprendszer segítségével tudja felvenni a versenyt a cross-motorokkal. |     |                                                             |                     |                                                                       |                                         |
| 40. | 18. | Góliát visszatér 1. rész (Goliath Returns Part 1)           | Winrich Kolbe       | Robert Foster & Robert W. Gilmer & Tom Greene & Janis Hendler         | 1984. február 19. 1992. november 25.    |
| Góliátot nem lehet könnyen elpusztítani, újra itt van, erősebben mint valaha. Michael a zseniális tudósra, Dr. Bergstrom-ra vigyáz, hogy találmánya nehogy rossz kezekbe kerüljön. De Garthe és cinkosai betörnek az alapítvány épületébe, majd elrabolják April-t és Devon-t, a professzort pedig tengeralattjárón akarják kicsempészni az országból. Góliát minden akadályt legyőz, míg végül K.I.T.T.-tel találja magát szemben. |     |                                                             |                     |                                                                       |                                         |
| 41. | 19. | Góliát visszatér 2. rész (Goliath Returns Part 2)           | Winrich Kolbe       | Robert Foster & Robert W. Gilmer & Tom Greene & Janis Hendler         | 1984. február 19. 1992. december 2.     |
| óliát, az elpusztíthatatlan kamion minden úttorlaszon és akadályon áthatol ördögi gazdája, Garthe vezetésével. April és Devon továbbra is foglyok Garthe főhadiszállásán, hogy a későbbiekben felrobbantsa őket a bázissal együtt. A professzort pedig Garthe Góliáttal akarja a tengeralattjáróhoz juttatni. Szerencsére azonban Michael időben érkezik.                                                                           |     |                                                             |                     |                                                                       |                                         |
| 42. | 20. | A Locska Bocs akció (A Good Knight's Work)                  | Sidney Hayers       | Richard Okie                                                          | 1984. március 4. 1992. december 9.      |
| Michaelt egy nemzetközileg ismert bűnöző üldözi, aki ismeri néhai személyazonosságát és bosszút akar állni egykori szeretőjéért, Tanya Walkerért. Csaliként használ fel egy fiatal nőt, hogy leszámoljon Michaellel és megszerezze magának Kittet. |     |                                                             |                     |                                                                       |                                         |
| 43. | 21. | A kígyó torka 1. rész (Mouth of the Snake Part 1)           | Winrich Kolbe       | Robert Foster & Robert W. Gilmer                                      | 1984. április 8. 1992. december 16.     |
| Michael-t és K.I.T.T.-et felkérik, hogy nyomozzanak egy sikeres ügyvéd gyilkosai után. Nyomozásuk során kiderítik, hogy valaki egy rakétakilövőt visz keresztül az országon. Közben pedig próbálnak kapcsolatba lépni és csatlakozni egy titkos kormányzati ügynökhöz, aki kivételes fizikai képességekkel rendelkezik. |     |                                                             |                     |                                                                       |                                         |
| 44. | 22. | A kígyó torka 2. rész (Mouth of the Snake Part 2)           | Winrich Kolbe       | Robert Foster & Robert W. Gilmer                                      | 1984. április 8. 1992. december 23.     |
| Michael-ék megtalálják a Boca Culebra titkos dokumentációját, amely a legújabb harcászati eszközök prototípusait tartalmazza. David felveszi a harcot a veszélyes Eduardo-val, Michael-t és K.I.T.T. a segítségére siet... |     |                                                             |                     |                                                                       |                                         |
| 45. | 23. | Az utolsó dal (Let It Be Me)                                | Bernard McEveety    | Történet: William Elliott Tévéjáték: Robert Foster & Robert W. Gilmer | 1984. május 13. 1992. december 30.      |
| Michael zenésznek áll, hogy néhai kedvese, Stevie oldalán felderítse az együttes énekesének rejtélyes halálának okait. |     |                                                             |                     |                                                                       |                                         |
| 46. | 24. | Vasöklök és markolók (Big Iron)                             | Bernard L. Kowalski | Julie Friedgen                                                        | 1984. május 27. 1993. január 6.         |
| Miközben ellopott földgyaluk és egyéb munkagépek után nyomoznak, Michaelt és Kittet élve eltemetik. |     |                                                             |                     |                                                                       |                                         |

## 3. évad (1984-1985)
| Sor. | Év. | Cím                                                   | Rendező                | Író                                                                             | Premier                               |
| --- | --- | ----------------------------------------------------- | ---------------------- | ------------------------------------------------------------------------------- | ------------------------------------- |
| 47. | 1.  | Robotok királya 1. rész (Knight of the Drones Part 1) | Sidney Hayers          | Robert Foster & Gerald Sanford                                                  | 1984. szeptember 30. 1993. január 13. |
| Margo Sheridan, a híres tudós, miután megvonják tőle a titkos műholdas megfigyelőrendszer kísérletezésének anyagi támogatását, elhatározza, hogy ellopja a földalatti páncélterembe bezárt szerkezetet. Robotokat használ fel a megfelelő személyek beszervezésére...                                              |     |                                                       |                        |                                                                                 |                                       |
| 48. | 2.  | Robotok királya 2. rész (Knight of the Drones Part 2) | Sidney Hayers          | Robert Foster & Gerald Sanford                                                  | 1984. szeptember 30. 1993. január 20. |
| A szervezett személyek feladata az alagútásás lesz Margo Sheridan parancsára. Michael kénytelen Bonnie segítségét kérni, akinek az egyetemi tanára David, Margo társa, s persze Bonnie nem hisz a professzor bűnösségében. Bonnie-t túszul ejtik azonban Michael és K.I.T.T. a segítségére siet...                 |     |                                                       |                        |                                                                                 |                                       |
| 49. | 3.  | A Szőlőrend bajban (The Ice Bandits)                  | Georg Fenady           | Gerald Sanford                                                                  | 1984. október 7. 1993. január 27.     |
| Michael egy kolostort keres fel, amelyet bűnözők használnak fel, hogy ott új személyazonosságot vegyenek fel. |     |                                                       |                        |                                                                                 |                                       |
| 50. | 4.  | Cserbenhagyók (Knights of the Fast Lane)              | Winrich Kolbe          | Richard Okie                                                                    | 1984. október 14. 1993. február 3.    |
| Michael egykori tiszttársának lányát elütik, ezért Michael nyomozni kezd. Hogy megtalálja az illegális autóversenyzők tanyáját, tétnek teszi fel, majd elveszíti Kittet. |     |                                                       |                        |                                                                                 |                                       |
| 51. | 5.  | Álarcosbál (Halloween Knight)                         | Winrich Kolbe          | Bill Nuss                                                                       | 1984. október 28. 1993. február 10.   |
| Miután Bonnie egy gyilkosság szemtanúja lesz, földöntúlinak tűnő történések próbálják elijeszteni új otthonából. |     |                                                       |                        |                                                                                 |                                       |
| 52. | 6.  | Karr visszatér (K.I.T.T. vs. K.A.R.R.)                | Winrich Kolbe          | Richard C. Okie                                                                 | 1984. november 4. 1993. február 17.   |
| Egy fiatal pár megtalálja a homokba temetett Karrt, aki reaktiválódva folytatja bosszúhadjáratát Michael és Kitt ellen, egy újonnan lopott lézerágyút is felhasználva. |     |                                                       |                        |                                                                                 |                                       |
| 53. | 7.  | Rossz kölykök (The Rotten Apples)                     | Robert E.L. Bralver    | Történet: Peter L. Dixon Tévéjáték: Gerald Sanford                              | 1984. november 11. 1993. február 24.  |
| Egy pszichológusnő vásárol egy farmot, ahol lelkileg sérült fiataloknak kíván új otthont létesíteni. Mikor ismeretlen okok miatt megpróbálják tönkretenni, az Alapítvány segítségét kéri. |     |                                                       |                        |                                                                                 |                                       |
| 54. | 8.  | Hitszegő lovag (Knight in Disgrace)                   | Harvey Laidman         | Simon Muntner                                                                   | 1984. november 18. 1993. március 3.   |
| Michael látszólag szembefordul az Alapítvánnyal, ellopja Kittet és megöli Devont, hogy egy bűnbandába férkőzhessen. |     |                                                       |                        |                                                                                 |                                       |
| 55. | 9.  | Élet-halál közt (Dead of Knight)                      | Bernard L. Kowalski    | Történet: Janis Hendler & Tom Greene Tévéjáték: Peter Baloff & David W. Wollert | 1984. december 2. 1993. március 10.   |
| Michaelt és a barátnőjét megmérgezik. Egyetlen esélyük a túlélésre egy ritka orchidea által termelt ellenanyag, melyet azonban bűnözők birtokolnak. |     |                                                       |                        |                                                                                 |                                       |
| 56. | 10. | Az elveszett autó (Lost Knight)                       | Sidney Hayers          | Robert Foster & James M. Miller                                                 | 1984. december 9. 1993. március 17.   |
| Bűnözőket üldözve Kitt megsérül és elveszíti emlékezetét. Egy kisfiú talál rá, aki azonban az üldözött bűnözőket is azonosíthatná. |     |                                                       |                        |                                                                                 |                                       |
| 57. | 11. | A Kaméleon (Knight of the Chameleon)                  | Winrich Kolbe          | Robert Sherman                                                                  | 1984. december 16. 1993. március 24.  |
| Michael bérgyilkosnak adja ki magát, hogy az ezerarcú bűnöző, a Kaméleon nyomára bukkanjon. |     |                                                       |                        |                                                                                 |                                       |
| 58. | 12. | Gyilkos rendelésre (Custom Made Killer)               | Harvey Laidman         | Burton Armus                                                                    | 1985. január 6. 1993. március 31.     |
| Michael egy kis divatcégnek segít, amelyet egy nagy cég akar erőszakos módszerekkel térdre kényszeríteni. |     |                                                       |                        |                                                                                 |                                       |
| 59. | 13. | A favorit (Knight by a Nose)                          | Bernard McEveety       | William Elliott                                                                 | 1985. január 13. 1993. április 7.     |
| Amikor egy telivér versenyló látszólag elpusztul és tulajdonosnője nem akarja ezt elhinni, régi barátja, Michael segítségét kéri. |     |                                                       |                        |                                                                                 |                                       |
| 60. | 14. | Veszélyes hulladék (Junk Yard Dog)                    | Georg Fenady           | Calvin Clements Jr.                                                             | 1985. február 3. 1993. április 14.    |
| Egy illegális savlerakóhely felderítése közben Kittet elpusztítják. Bonnie és a régi csapat, akik eredetileg megépítették az autót, most összefognak, hogy újjáépítsék. Kitt azonban a sérülések miatt elveszíti küzdőszellemét és csak Michael baráti tanácsainak segítségével nyeri ismét vissza régi szellemét. |     |                                                       |                        |                                                                                 |                                       |
| 61. | 15. | Felvásárlás (Buy Out)                                 | Jeffrey Hayden         | George S. Dinallo                                                               | 1985. február 10. 1993. április 21.   |
| Hogy megmentsen egy páncélozott limuzinokat gyártó céget a csődtől, Michael tesztpilótának áll és ezzel az életét kockáztatja, mikor szabotálják a járművét. |     |                                                       |                        |                                                                                 |                                       |
| 62. | 16. | Halálos zuhanás (Knightlines)                         | Charles Watson Sanford | Richard Okie                                                                    | 1985. március 3. 1993. április 28.    |
| Michaelnek egy terroristát kell megállítania, aki átadásakor akar felrobbantani egy toronyházat. |     |                                                       |                        |                                                                                 |                                       |
| 63. | 17. | A Tizenkilences lyuk (The Nineteenth Hole)            | Georg Fenady           | Gerald Sanford & Robert Foster                                                  | 1985. március 10. 1993. május 5.      |
| Michael benevez Kittel egy kisvárosi autóversenyre, miután annak szervezőjét halálosan megfenyegetik. |     |                                                       |                        |                                                                                 |                                       |
| 64. | 18. | A fekete kristály (Knight & Knerd)                    | Georg Fenady           | Larry Mollin                                                                    | 1985. március 17. 1993. május 12.     |
| Egy ellopott új lézerfegyver ügyének felderítéséhez Michael új társat kap: Elliottot, az aranyszívű pancsert. |     |                                                       |                        |                                                                                 |                                       |
| 65. | 19. | Halál tíz keréken (Ten Wheel Trouble)                 | Robert Bralver         | Burton Armus                                                                    | 1985. március 24. 1993. május 19.     |
| Michaelnek független kamionosokon kell segítenie, akiket a nagy cégek fenyegetnek. |     |                                                       |                        |                                                                                 |                                       |
| 66. | 20. | A Menedék (Knight in Retreat)                         | Roy Campanella Jr.     | Gerald Sanford                                                                  | 1985. március 29. 1993. május 26.     |
| Michael atomfizikusnak adja ki magát, hogy egy gátlástalan zsaroló közelébe férkőzzön. |     |                                                       |                        |                                                                                 |                                       |
| 67. | 21. | Túlélők (Knight Strike)                               | Georg Fenady           | George S. Dinallo                                                               | 1985. április 5. 1993. június 2.      |
| Michael benevez egy túlélőversenyre, hogy egy ellopott lézerfegyver nyomára bukkanjon. |     |                                                       |                        |                                                                                 |                                       |
| 68. | 22. | Hurrá Turboman (Circus Knights)                       | Harvey Laidman         | David R. Toddman                                                                | 1985. május 5. 1993. június 9.        |
| Michael és Kitt egy cirkuszi társulathoz csatlakozik, hogy kinyomozzák, ki akarja tönkretenni a mutatványosokat. |     |                                                       |                        |                                                                                 |                                       |

## 4. évad (1985-1986)
| Sor. | Év. | Cím                                                   | Rendező                | Író                                                                                        | Premier                                |
| --- | --- | ----------------------------------------------------- | ---------------------- | ------------------------------------------------------------------------------------------ | -------------------------------------- |
| 69. | 1.  | Az ál-Devon 1. rész (Knight of the Juggernaut Part 1) | Georg Fenady           | Robert Foster & Burton Armus                                                               | 1985. szeptember 20. 1993. június 18.  |
| Az alapítvány kutatórészlege véletlenül kifejleszt egy rendkívül pusztító izotópot, a Cermium 115-öt. Egy veszélyes terrorista, Phillip Nordstrom foglyul ejti Devon-t, hogy létrehozzák a hasonmását, s így az izotóp közelébe kerülhessenek. Eközben Jennifer Knight-nak, a Jogért és Igazságért Alapítvány igazgatótanácsa tagjának eltökélt szándéka az alapítvány bezáratása. Ennek következtében az alapítványtól megvonnak mindenfajta támogatást, Michael-t pedig felfüggesztik. Amikor Nordstrom kiszedi a kábult Devon-ból K.I.T.T. molekuláris páncélvédelmének összetevőit, azt semlegesítik, és egy különleges harckocsi segítségével összetörik K.I.T.T.-et... |     |                                                       |                        |                                                                                            |                                        |
| 70. | 2.  | Az ál-Devon 2. rész (Knight of the Juggernaut Part 2) | Georg Fenady           | Robert Foster & Burton Armus                                                               | 1985. szeptember 20. 1993. június 18.  |
| Michael megsimerkedik RC3-ral, aki csak a "Bosszúálló"-nak nevezi magát. A férfi és csapata segít Bonnie-nak újra összerakni K.I.T.T.-et. Michael nyomozását Marta segíti, amíg K.I.T.T. vissza nem nyeri a régi formáját. Devon munkát ajánl RC3-nak az alapítványnál. |     |                                                       |                        |                                                                                            |                                        |
| 71. | 3.  | K.I.T.T. fogságban (K.I.T.T. Nap)                     | Bernard McEveety       | Skip Webster                                                                               | 1985. szeptember 27. 1993. június 25.  |
| Bűnözők rabolják el Kittet, hogy végezhessenek Michaellel. |     |                                                       |                        |                                                                                            |                                        |
| 72. | 4.  | A bunker (Sky Knight)                                 | Jeffrey Hayden         | Carlton Hollander & Dennis Rodriguez                                                       | 1985. október 18. 1993. július 2.      |
| Bonnie repülőgépét terroristák eltérítik és megszállják a titkos "Mélyalvás" katonai bázist. Michael és Kitt az idővel versenyez, hogy kiszabadítsák a túszokat, mielőtt a terroristák felrobbantanak egy nukleáris fegyvert. |     |                                                       |                        |                                                                                            |                                        |
| 73. | 5.  | A temető (Burial Ground)                              | Chuck Bail             | Michael Eric Stein                                                                         | 1985. október 25. 1993. július 9.      |
| Michael segít egy indián rezervátum lakóinak, akiket egy gátlástalan olajmágnás akar elűzni őseik földjéről. |     |                                                       |                        |                                                                                            |                                        |
| 74. | 6.  | Az elrabolt kamion (The Wrong Crowd)                  | Chuck Bail             | George S. Dinallo                                                                          | 1985. november 1. 1993. július 16.     |
| Motoros bűnözők elrabolják a kamiont és megsebesítik RC-t. Michael és Kitt a bűnözők nyomába ered, akik önmagukat is veszélyeztetik egy, a kamion eszközeinek segítségével elrabolt támadó jármű miatt. |     |                                                       |                        |                                                                                            |                                        |
| 75. | 7.  | Jelmezbál (Knight Sting)                              | Sidney Hayers          | Herman Miller                                                                              | 1985. november 8. 1993. július 23.     |
| Az egész Alapítvány-csapat, beleértve Kittet, álruhát ölt, hogy elfoghassanak egy nemzetközileg körözött fegyvercsempészt, aki egy biológiai fegyvert akar kicsempészni az országból. |     |                                                       |                        |                                                                                            |                                        |
| 76. | 8.  | Boldog születésnapot (Many Happy Returns)             | Georg Fenady           | Michael Halperin                                                                           | 1985. november 15. 1993. július 30.    |
| Michael vakációjának véget vet egy ellopott katonai légpárnás jármű esete. |     |                                                       |                        |                                                                                            |                                        |
| 77. | 9.  | Knight futama (Knight Racer)                          | Charles Watson Sanford | Paul Diamond                                                                               | 1985. november 22. 1993. augusztus 6.  |
| Michael autóversezőnek áll, hogy segítsen Bonnie barátainak, kiknek versenyistállóját egy rejtélyes szabotőr fenyegeti. |     |                                                       |                        |                                                                                            |                                        |
| 78. | 10. | Rács mögött (Knight Behind Bars)                      | Bernard McEveety       | Richard Okie                                                                               | 1985. december 6. 1993. augusztus 13.  |
| A korrupt rendőrök atlétának kiképzett rabnők segítségével tulajdonítanak el műkincseket. Bonnie-t "rabosítják", hogy belülről szerezzen információt. |     |                                                       |                        |                                                                                            |                                        |
| 79. | 11. | Az ingatlanügynök (Knight Song)                       | Georg Fenady           | Burton Armus                                                                               | 1985. december 13. 1993. augusztus 20. |
| RC gyerekkori barátja szembefordult gyökereivel és most egy gátlástalan üzletembernek dolgozik, aki le akarja romboltatni azt a helyet, ahol RC felnőtt. Egyedül az emberek által szeretett és tisztelt vak énekes, Charley Collins áll az útjában, akit az Alapítvány támogat. |     |                                                       |                        |                                                                                            |                                        |
| 80. | 12. | A rózsák illata (The Scent of Roses)                  | Sidney Hayers          | E. Nick Alexander                                                                          | 1986. január 3. 1993. augusztus 27.    |
| Michaelt halálosan megsebesítik, aki ezért el kívánja hagyni az Alapítványt. Devon újra összehozza őt Stevie-vel, azonban az esküvőjükön a lányt megölik. Miután Michael bosszút áll, más választása nem lévén, visszatér az Alapítványhoz. |     |                                                       |                        |                                                                                            |                                        |
| 81. | 13. | K.I.T.T., a gyilkos (Killer K.I.T.T.)                 | Chuck Bail             | Simon Rose                                                                                 | 1986. január 10. 1993. szeptember 3.   |
| Kitt egyik eredeti tervezője szembefordul az Alapítvánnyal és átprogramozza Kittet, hogy ölje meg Michaelt. |     |                                                       |                        |                                                                                            |                                        |
| 82. | 14. | Erdő (Out of the Woods)                               | Harvey Laidman         | Gregory S. Dinallo                                                                         | 1986. január 17. 1993. szeptember 10.  |
| Michael és Kitt az északi erdőségek fosztogatói után nyomoz, hogy a törvényes cégek érdekeit védje. |     |                                                       |                        |                                                                                            |                                        |
| 83. | 15. | Mágikus trükkök (Deadly Knightshade)                  | Sidney Hayers          | Philip John Taylor                                                                         | 1986. január 24. 1993. szeptember 17.  |
| Michael egy bűvészt gyanúsít gyilkossággal, akinek azonban látszólag tökéletes az alibije. |     |                                                       |                        |                                                                                            |                                        |
| 84. | 16. | A bajnok (Redemption of a Champion)                   | Chuck Bail             | E. Nick Alexander                                                                          | 1986. január 31. 1993. szeptember 24.  |
| Michael egy nehézsúlyú ökölvívón próbál segíteni, aki régi sérülése miatt meghalhat, ha ismét ringbe száll. |     |                                                       |                        |                                                                                            |                                        |
| 85. | 17. | Ördögfutam (Knight of a Thousand Devils)              | Gino Grimaldi          | Peter Allan Fields                                                                         | 1986. február 7. 1993. október 1.      |
| Michael egy illegális versenyen vesz részt, hogy megállítson egy bűnözőt, aki a verseny alatt akar megszökni az országból. |     |                                                       |                        |                                                                                            |                                        |
| 86. | 18. | Lángoló sziklák (Hills of Fire)                       | Robert Bralver         | Jackson Gillis                                                                             | 1986. február 14. 1993. október 8.     |
| Michael és Kitt gyújtogatók után nyomoz, akik a tűzzel drogszállítmányokat lepleznek. Mikor nem boldogulnak a tereppel, Michael és Kitt beveti a Műholdas Felderítő Egységet (MÜFE), egy kis repülő robotot. |     |                                                       |                        |                                                                                            |                                        |
| 87. | 19. | A forradalom hősei (Knight Flight to Freedom)         | Winrich Kolbe          | George S. Dinallo                                                                          | 1986. február 21. 1993. október 15.    |
| Michael egy amerikai diplomatát próbál megmenteni, aki egy dél-amerikai országban rekedt a katonai puccs idején. |     |                                                       |                        |                                                                                            |                                        |
| 88. | 20. | A Fantom (Fright Knight)                              | Gilbert Shilton        | Történet: James Byrnes & Samm Smith Tévéjáték: James Byrnes & Samm Smith & Leonard Kaufman | 1986. március 7. 1993. október 22.     |
| Michael és Kitt egy filmstúdiót fenyegető rejtélyes fantom ügyében nyomoz. |     |                                                       |                        |                                                                                            |                                        |
| 89. | 21. | A Felkelő Nap gonosz fiai (Knight of the Rising Sun)  | Winrich Kolbe          | Történet: Burton Armus & Bruce Lansbury Tévéjáték: E. Nick Alexander                       | 1986. március 14. 1993. október 29.    |
| Michael egy fiatal fiút próbál megóvni, akit egy japán terrorista szekta klánjuk örökösének tart. |     |                                                       |                        |                                                                                            |                                        |
| 90. | 22. | Harana, a jósnő (Voo Doo Knight)                      | Georg Fenady           | Történet: R. Timothy Kring Tévéjáték: R. Timothy Kring & Deborah Dean Davis                | 1986. április 4. 1993. november 5.     |
| Michael és Kitt egy titokzatos nő után nyomoz, aki áldozatai segítségével bűnöket követ el, majd áldozatait öngyilkosságra veszi rá. |     |                                                       |                        |                                                                                            |                                        |